# 에드윈 그레이 리
에드윈 그레이 리(1836년 5월 27일 ~ 1870년 8월 24일)는 버지니아 출신의 미국 남북 전쟁 중남부 연합 준장이었다.

## 삶
에드윈 그레이 리는 에드먼드 제닝스 리 2세와 헨리에타 베딩거 사이에서 버지니아주 셰퍼드타운(현 웨스트버지니아주)의 베드포드에서 태어났다.
리는 1851년부터 1853년까지 2년 동안 윌리엄 앤 메리 대학에 다녔고, 그 후 버지니아 알렉산드리아에 있는 벤자민 할로웰의 청소년 학교에 다녔다. 1855년 6월 할로웰스에서 그의 일을 마친 후. 1857년부터 1859년까지 그는 존 화이트 브로켄브러에 의해 운영되는 로스쿨에서 공부했다. 에드윈 그레이 리는 1859년에 이 학교에서 법학 학위를 받았고, 1866년에 이 학교는 워싱턴 대학의 일부가 되었다.
에드윈 그레이 리는 1856년 11월 16일 남부연합군 장군 윌리엄 N. 펜들턴의 딸인 수잔 펜들턴과 결혼했다. 그들은 자식이 없었다.
남북전쟁 때 그는 처음에는 콜의 보좌관으로 일했다. 그는 병든 아버지를 보기 위해 웨스트버지니아주 셰퍼드스타운에 방문했으나 붙잡혔다. 그는 포토맥 강을 건너 키디스빌에 있는 맥클렐런 장군의 본부로 끌려갔고, 이후 남군이 보유한 동등한 계급의 연합 장교와 교환되었다. 그는 남부군으로 돌아와 스톤월 여단을 지휘했다. 프레데릭스버그 전투에서 싸웠으며, 건강상의 문제에 따라 1863년 11월 12일 장군의 참모로 대령으로 임명되었다. 그는 1864년 9월 23일 준장으로 진급되었다가 장군과 함께 복무했다. 1864년 12월, 그와 그의 아내는 비밀 임무를 띠고 캐나다로 이동했다. 그들은 버지니아로 돌아가기 전 1866년 봄까지 캐나다 하부의 몬트레아에 머물렀다.
그는 버지니아주 옐로 설버 스프링스에서 사망했으며 버지니아주 렉싱턴에 있는 스톤월 잭슨 기념 묘지에 안장되어 있다.

## 참고 문헌
- Alexander, Frederick Warren. Stratford Hall and the Lees Connected with its History (1912) History of the Lee family
- Eicher, John H., and David J. Eicher, Civil War High Commands. Stanford: Stanford University Press, 2001. ISBN 978-0-8047-3641-1.
- Sifakis, Stewart. Who Was Who in the Civil War. New York: Facts On File, 1988. ISBN 978-0-8160-1055-4.
- Warner, Ezra J. Generals in Gray: Lives of the Confederate Commanders. Baton Rouge: Louisiana State University Press, 1959. ISBN 978-0-8071-0823-9.